# Emanuel Augustus
Emanuel Augustus, geboren als Emanuel Burton, (* 2. Januar 1975 in Chicago, Illinois) ist ein ehemaliger US-amerikanischer Profiboxer. 
Er galt als klassischer „Journeyman“, also als ein Boxer, der als Gegner für aufstrebende Boxtalente verpflichtet wurde, quer durch die Staaten reiste und nahezu monatlich im Ring stand.
Emanuel Augustus erreichte eine gewisse Bekanntheit in der internationalen Boxwelt durch seinen Kampfstil, der ihm von Kommentatoren schließlich den Spitznamen „The Drunken Master“ einbrachte. Er provozierte seine Gegner oftmals durch Tanzeinlagen und Gesten, eine im amerikanischen Sprachgebrauch als Clowning bezeichnete Methode. 

## Titelkämpfe
Burton begann 1994 mit dem Profiboxen. Den wohl bedeutendsten Sieg seiner Karriere feierte er am 26. September 1998 in Norwich: Er besiegte den späteren Europameister Jonathan Thaxton in dessen Heimatstadt durch K. o. in der siebten Runde und wurde dadurch Interkontinentaler Meister der Weltverbände WBO und IBF im Halbweltergewicht.
Er legte den WBO-Titel jedoch nieder und konzentrierte sich auf die Verteidigung des IBF-Titels, den er am 25. Juni 1999 in Aarhus durch K.-o.-Niederlage in der letzten Runde an Allan Vester verlor.
Am 17. September 1999 boxte er in Las Vegas gegen Antonio Diaz um den international wenig bedeutenden Weltmeistertitel der International Boxing Association (IBA) im Halbweltergewicht und verlor nach Punkten. Am 2. April 2004 konnte er sich diesen Titel durch einen Punktsieg über den neuen Titelträger Alex Trujillo in Tucson sichern, verlor ihn jedoch bereits bei der ersten Verteidigung am 18. Juni in Hidalgo an Tomas Barrientes, nachdem er in der siebten Runde aufgrund einer Verbalattacke gegen den Ringrichter disqualifiziert worden war.
Am 15. Oktober 2005 boxte er in Montreal gegen Herman Ngoudjo um den Internationalen Meistertitel der WBC und den Nordamerikanischen Meistertitel der NABF. Dabei hatte er Ngoudjo zwar in der letzten Runde am Boden, verlor jedoch am Ende nach Punkten.
Am 10. März 2006 verlor er beim Kampf um den Interkontinentalen Meistertitel der WBO nach Punkten gegen Arturo Morua.
Am 9. Dezember 2006 wurde er in North Little Rock Meister des Amerikanischen Kontinents der WBC im Halbweltergewicht. Er besiegte dabei Russell Stoner Jones einstimmig nach Punkten.
Am 31. August 2007 durfte er im sibirischen Jugorsk um den Asiatisch-pazifischen Meistertitel der WBO kämpfen, unterlag jedoch dem Russen Sergei Sorokin nach Punkten.
Am 4. Juli 2008 gewann er in Sydney durch K. o. in der zweiten Runde gegen den Thailänder Jakkirt Suwunnalirt den Orientalischen Meistertitel der WBO im Weltergewicht.

## Auswahl bedeutender Kämpfe
- 20. Juni 1995: Niederlage gegen Jesús Gabriel Sandoval Chávez (WBC-Weltmeister im Superfedergewicht, IBF-Weltmeister im Leichtgewicht)
- 21. Juli 1996: Niederlage gegen Ivan Robinson
- 2. Oktober 1997: Niederlage gegen Diosbelys Hurtado (WBA-Weltmeister im Halbweltergewicht)
- 4. September 1998: Unentschieden gegen Søren Søndergaard (Europameister im Halbweltergewicht)
- 26. September 1998: Sieg gegen Jon Thaxton (Europameister im Leichtgewicht)
- 12. Mai 2000: Niederlage gegen John John Molina (WBO- und IBF-Weltmeister im Superfedergewicht)
- 21. Oktober 2000: Niederlage gegen Floyd Mayweather Jr.
- 13. Juli 2001: Niederlage gegen Micky Ward (Das Duell wurde vom Ring Magazine zum Kampf des Jahres gewählt)
- 28. September 2001: Niederlage gegen Leonard Doroftei
- 7. Juni 2002: Unentschieden gegen Leavander Johnson
- 19. Juli 2002: Sieg gegen Carlos Wilfredo Vilches (Südamerikanischer Meister im Leicht- und Halbweltergewicht; Durch seinen Sieg erreichte er Platz 2 der IBF-Weltrangliste)
- 30. Januar 2004: Niederlage gegen David Díaz (WBC-Weltmeister im Leichtgewicht)
- 21. Mai 2010: Niederlage gegen Ruslan Prowodnikow